# Brian Schneider
Brian Duncan Schneider (nacido el 26 de noviembre de 1976), apodado "Hoops", es un exjugador profesional de béisbol y entrenador estadounidense, que jugó en las Grandes Ligas (MLB) para los Montreal Expos/Nacionales de Washington, los New York Mets y los Philadelphia Phillies. Schneider fue entrenador de receptores de los Miami Marlins desde 2016 hasta 2019, y entrenador de control de calidad de los Mets desde 2020 hasta 2021.